# Fairchild Aircraft
Fairchild je bil ameriški načrtovalec in izdelovalec letal. Družbo je ustanovil Sherman Fairchild leta 1924 kot Fairchild Aviation Corporation s sedežem v Farmingdale, New York. Družba je izdelala prvo ameriško letalo s povsem zaprto pilotsko kabino in hidravličnim pristajalnim podvozjem - Fairchild FC-1. Fairchild Aircraft Ltd. je bila kanadska podružnica, ki je izdelovala letala v letih 1920−1950. Motorna podružnica Fairchild Engine je bila ustanovljena po prevzemu Caminez Engine Company leta 1925. Leta 1929 je Sherman Fairchild kupil večino delnic podjetja Kreider-Reisner Aircraft Company. Fairchild se je preselil v Hagerstown leta 1931.
Fairchild je  bil poleg izdelovanja letal, pionir na področju fotografiranja iz zraka. Izdelal je posebno letalo za ta namen Fairchild FC-2. Fotoaparati tistega časa so bili težki in so zahtevali mirno letenje. Leta 1935 je ameriška vlada najela Fairchilda za geografske raziskave ZDA..

### Druga svetovna vonja
Med drugo svetovno vojno je Fairchild izdeloval trenažerje PT-19/PT-23/PT-26 (Cornell) in AT-21, C-82 Packet tovorna letala. AT-21 Gunner-ja, dvomotornega trenažerja je izdeloval v Burlingtonu, Severna Karolina. Izdelali so tudi veliko letal Type 24 (C-61) za vojsko.

## Fairchildova letala
| Model                           | Prvi let | Število izgrajenih | Tip                         |
| ------------------------------- | -------- | ------------------ | --------------------------- |
| Fairchild-Dornier 728Jet        | 1997     | 0                  | Prototip potniškega letala  |
| Fairchild-Dornier 328Jet        | 1991     | 217                | Turbopropelersko letalo     |
| Fairchild T-46                  | 1985     | 3                  | Reaktivni trenažer          |
| A-10 Thunderbolt II             | 1972     | 716                | Jurišno letalo              |
| Fairchild Swearingen Metroliner | 1968     | 600                | Turbopropelersko letalo     |
| Fairchild-Hiller FH-1100        | 1966     | 253                | Helikopter                  |
| Fairchild-Swearingen Merlin     | 1965     | xx                 | Turbopropelersko letalo     |
| Fairchild VZ-5                  | 1959     | 1                  | Eksperimentalno VTOL letalo |
| Fairchild Hiller FH-227         | 1958     | 78                 | Turbopropelersko letalo     |
| Fairchild C-123 Provider        | 1949     | 307                | Tovorno letalo              |
| Fairchild XNQ                   | 1949     | 2                  | Trenažer                    |
| Fairchild C-119 Flying Boxcar   | 1947     | 1 183              | Tovorno letalo              |
| Fairchild M-84                  | 1945     | 1                  | Športno letalo              |
| Fairchild C-82 Packet           | 1944     | 223                | Tovorno letalo              |
| Fairchild BQ-3                  | 1944     | 2                  |                             |
| Fairchild AT-21 Gunner          | 1943     | 175                | Trenažer                    |
| Fairchild PT-19                 | 1939     | 6397               | Trenažer                    |
| Fairchild Model 45              | 1935     | 17                 | Enokrilnik z nizkimi krili  |
| Fairchild 24                    | 1932     | 2232               | Športno letalo              |
| Fairchild 22                    | 1931     | 127                | Dvosedežno športno letalo   |
| Fairchild KR-34                 | 1928     | 73+                | Dvokrilnik                  |
| Fairchild 21                    | 1927     | 2                  | Športno letalo              |
| Fairchild 42                    | 1927     | 8                  | Športno letalo              |
| Fairchild 71                    | 1926     | 111                | Večje športno letalo        |
| Fairchild FC-2                  | 1926     | 118                | Športno letalo              |
| Fairchild FC-1                  | 1926     | 1                  | Športno letalo              |